# Timm Moritz Marquardt
Timm Moritz Marquardt (* 4. März 2002 in Buxtehude) ist ein deutscher Musicaldarsteller.

## Leben
Timm Moritz Marquardt stammt aus Hamburg. Seit April 2022 studiert und lebt er in Essen. Er begann schon im Kindergarten mit dem Singen im Kirchenchor bei den Minimäusen. Er besuchte in den Ferien einwöchige Musicalferien. Ab der 5. Klasse begann er im Showchor Blue Voice zu singen und hatte dadurch zahlreiche Auftritte mit Stars wie Robbie Williams. Während seiner Schulzeit begann er bereits mit dem Ballett-Unterricht und setzte eine ersten Focus auf die Ausbildung Musical. In Hamburg besuchte er den Ausbildungsgang von der Jugendmusikschule Hamburg „Musicalakademie für Teens“.
Seit 2014 steht er auf der Bühne. 2020 begann er sein Vorstudium an der Fontys Hogeschool voor de Kunsten in Tilburg (NL). Seit April 2022 studiert Timm Moritz Marquardt Musical an der Folkwang Universität der Künste in Essen.

## Rollen in Musicals (Auswahl)
- Oliver, als Artful Dodger, im Theater Lüneburg[3][4]
- Joseph and the Amazing Technicolor Dreamcoat, Titelrolle Joseph, Theater Lüneburg[5]
- 2019: Der kleine Horrorladen, Hauptfigur Seymour Krelborn, Theater Lüneburg[4][6]
- Ludwig², Prinz Otto, Festspielhaus Füssen[4]
- Cabaret in der Musicalcompany Seevetal
- Evita in der Staatsoper Hannover[7]
- Doktor Schiwago, als Janko, im Theater Lüneburg
- Jekyll & Hyde, als Zeitungsjunge bzw. Ensemble, im Zeltpalast Merzig[8] und Deutsches Theater München[9]
- Jesus Christ Superstar, als Petrus, in Musicalsommer Kufstein[10]
- Boyband Fieber, als Boy Band Sänger, bei Stratmanns Theater[11] in Essen
- Showtime! Das Musical, als Schatten, bei LINDEMANN Entertainment in Kamen[12]
- Das Lächeln einer Sommernacht, als Frid, Butler, bei Theater und Konzerthaus Solingen
- Sweeney Todd, Ensemble im Theater Dortmund

## Belege
1. ↑  Blue Voice Music | Blue Voice Kindershowchor & Musikmanagement. Abgerufen am 18. Januar 2024 (deutsch).
2. ↑  Unterricht für 11-25jährige im Fachbereich Musik und Theater. Abgerufen am 18. Januar 2024.
3. ↑  Oliver - Besetzung theater-lueneburg.de
4. 1 2 3  Auf der Bühne zu Hause kreiszeitung-wochenblatt.de
5. ↑  Joseph and the Amazing Technicolor Dreamcoat theater-lueneburg.de
6. ↑  Startseite Staatsoper. Abgerufen am 18. Januar 2024.
7. ↑  Musik und Theater Saar GmbH - Musik und Theater Saar GmbH. Abgerufen am 18. Januar 2024.
8. ↑  Deutsches Theater München | Bühne der Stadt München. Abgerufen am 18. Januar 2024 (de-de-formal).
9. ↑  Home. Abgerufen am 18. Januar 2024 (österreichisches Deutsch).
10. ↑  Tickets & Eintrittskarten online kaufen | Stratmanns. Abgerufen am 18. Januar 2024.
11. ↑  SHOWTIME! – Das neue Musical in Kamen im Ruhrgebiet. Abgerufen am 3. März 2024 (deutsch).

| Personendaten    | Personendaten               |
| ---------------- | --------------------------- |
| NAME             | Marquardt, Timm Moritz      |
| KURZBESCHREIBUNG | deutscher Musicaldarsteller |
| GEBURTSDATUM     | 4. März 2002                |
| GEBURTSORT       | Buxtehude                   |